# Radwan Al Azhar
Radwan Al Azhar (tiếng Ả Rập: رضوان الأزهر; sinh ngày 12 tháng 5 năm 1979 ở Damascus, Syria) là một thủ môn bóng đá Syria. Hiện tại anh thi đấu cho Al-Muhafaza, thi đấu ở Giải bóng đá ngoại hạng Syria, giải đấu cao nhất ở Syria, mang áo số 1 cho Al-Majd và số 16 cho Đội tuyển bóng đá quốc gia Syria.

## Sự nghiệp quốc tế
Al Azhar là cầu thủ ra sân thường xuyên cho Đội tuyển bóng đá quốc gia Syria kể từ năm 2005.

### Số lần ra sân trong các giải đấu lớn
| Đội bóng | Giải đấu                          | Thể loại | Số trận | Số trận | Bàn thắng | Thành tích đội bóng |
| Đội bóng | Giải đấu                          | Thể loại | Start   | Sub     | Bàn thắng | Thành tích đội bóng |
| -------- | --------------------------------- | -------- | ------- | ------- | --------- | ------------------- |
| Syria    | Vòng loại Cúp bóng đá châu Á 2007 | ĐTQG     | 2       | 0       | 0         | Vòng bảng           |
| Syria    | Vòng loại Cúp bóng đá châu Á 2011 | ĐTQG     | 1       | 0       | 0         | Vào vòng trong      |

## Danh hiệu

### Đội tuyển quốc gia
- Đại hội thể thao Tây Á 2005: Á quân